# Thuridilla albopustulosa
Thuridilla albopustulosa is een slakkensoort uit de familie van de Plakobranchidae. De wetenschappelijke naam van de soort is voor het eerst geldig gepubliceerd in 1995 door Gosliner.